# Nicolebertia carinatus
Nicolebertia carinatus là một loài bọ cánh cứng trong họ Passandridae. Loài này được Westwood miêu tả khoa học năm 1830.